# Tippet

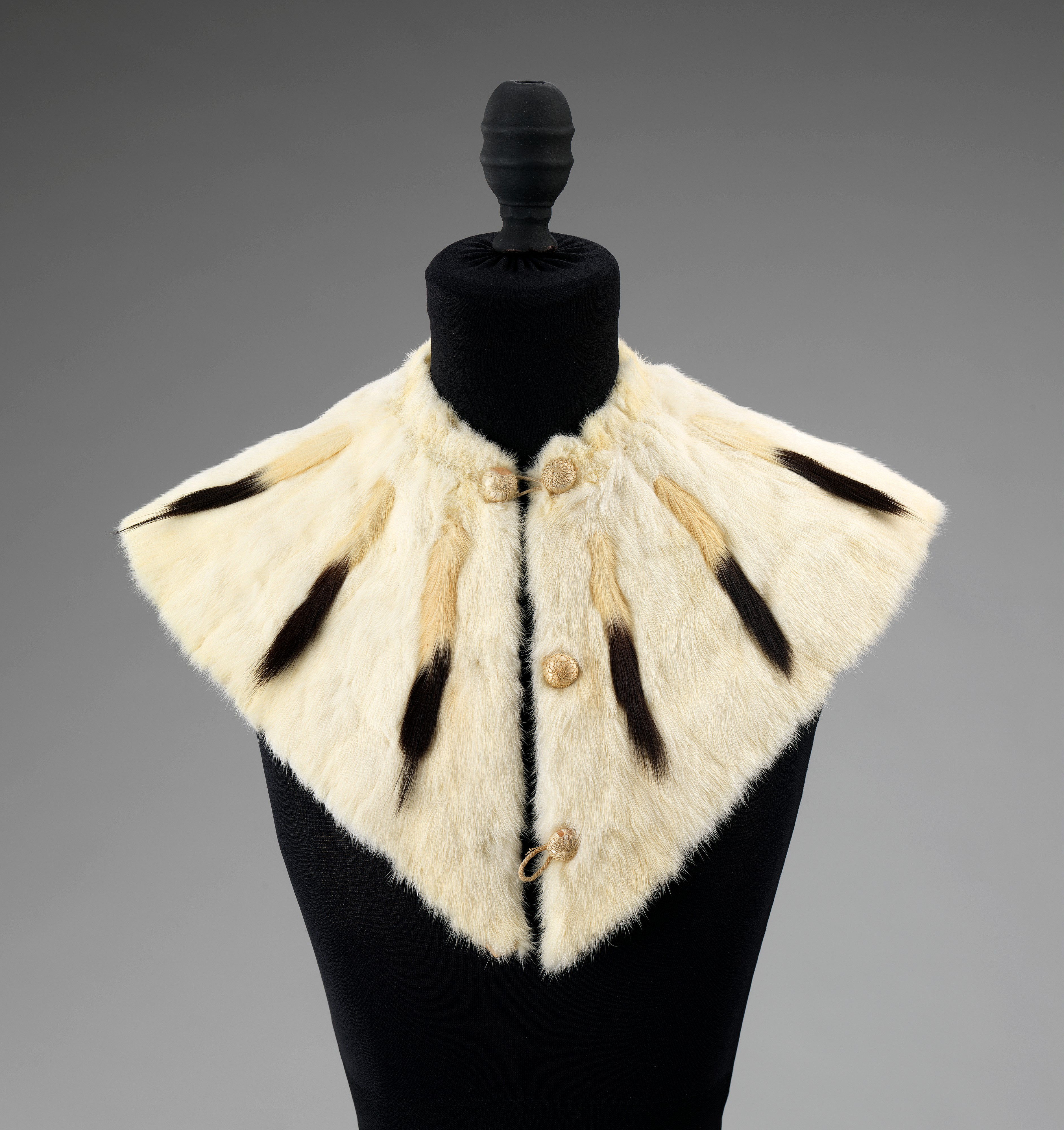
Tippet forrado com pele e couro, c. 1865, Museu Metropolitano de Arte, THE MET.

Um tippet é uma peça de roupa semelhante a um lenço, usada sobre os ombros. Também pode ser comparado a uma estola no sentido secular em vez de eclesiástico desta palavra. Os tippets evoluíram no século XIV a partir de mangas compridas e normalmente tinham uma extremidade que descia até a altura dos joelhos. Posteriormente, um tippet é geralmente qualquer envoltório semelhante a um lenço, geralmente feito de pele, como o zibelino do Século XVI ou os capelets forrados de pele usados em meados do século XVIII.

## Uso eclesiástico

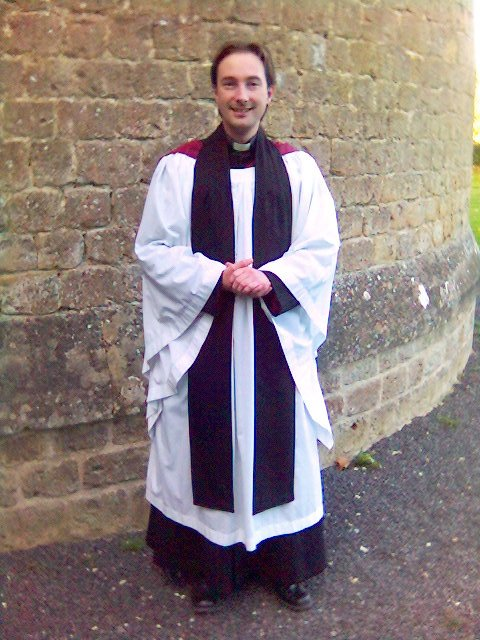
Padre anglicano usando uma túnica preta.

O lenço cerimonial usado por padres anglicanos, diáconos e leitores leigos é formalmente chamado de tippet, embora seja frequentemente conhecido coloquialmente como "lenço de pregação". É usado com vestido de coro e cai direto na frente. O clero ordenado (bispos, padres e diáconos) usa uma tippet preta, enquanto os leitores (conhecidos em algumas dioceses como ministros licenciados) usam uma azul. Evangelistas comissionados do Exército da Igreja são presenteados com um tippet semelhante à um 'colar' de cor vermelho cereja, como um sinal de autoridade para pregar, mas alguns o substituem por uma forma de lenço do tippet, mas mantendo a cor vermelha característica. Um tippet vermelho também é usado em algumas dioceses anglicanas por trabalhadores leigos comissionados.